# Bottapotamon fukiense
Bottapotamon fukiense е вид десетоного от семейство Potamidae. Видът не е застрашен от изчезване.

## Разпространение и местообитание
Разпространен е в Китай (Дзянси и Фудзиен).
Обитава сладководни басейни, реки и потоци.

## Описание
Популацията на вида е стабилна.